# Edward Gordon Craig
Edward Gordon Craig (16. ledna 1872 Stevenage, Anglie — 29. července 1966 Vence, Francie) byl anglický divadelní teoretik, herec, režisér a scénograf, průkopník divadelního modernismu.

## Život
Byl synem herečky Ellen Terryové a od dětství se pohyboval v divadle. Začínal jako herec ve společnosti Henry Irvinga, v roce 1900 režíroval svoji první hru: Dido a Aeneas Henry Purcella. Průlomová byla jeho inscenace Hamleta, kterou udělal se Stanislavským v roce 1911 pro Moskevské umělecké akademické divadlo. Craig vytvořil koncepci divadla jako syntetického umění (gesamtkunstwerk), v němž je vše podřízeno režijnímu záměru. Ve svých výtvarných návrzích využíval výrazné stylizace, rád pracoval s loutkami a maskami: vadil mu kult hereckých hvězd, které se podbízely publiku improvizacemi narušujícími smysl hry, proto za ideálního herce označil nadloutku.
S manželkou May Gibsonovou měl čtyři děti, jeho milenkou byla Isadora Duncanová. V roce 1958 obdržel za celoživotní dílo Řád společníků cti.